# Los energéticos
Los energéticos és una pel·lícula espanyola de comèdia de destape, estrenada el 1979, dirigida per Mariano Ozores i protagonitzada pel duet còmic format per Andrés Pajares i Fernando Esteso. Ozores solia inspirar-se sovint en l'actualitat local i arreu al món i llança aquesta comèdia sobre centrals nuclears uns mesos després de l'accident a la central nuclear de Three Mile Island.

## Argument
Dos rústics castellans s'assabenten un dia que als seus camps serà instal·lada una central nuclear. Temen per les seves vides i la de les seves cabres, i pels seus camps. Es queixen prop del batlle del poble, però no aconsegueixen res. Intenten un tancament per via política, que acaba en fracàs. Aleshores apareix un representant dels països exportadors de petroli que els ajuda a difondre la seva protesta arreu al món. L'acció desencadena una sèrie de reaccions pels interessos oposats entre l'OPEP, la CIA, les multinacionals i les forces vives del poble. En afegir a tot això que ambdues famílies (els Mondongo i els Belloto) s'odien a mort des de fa molt de temps per un conflicte sobre els drets de propietat d'un pou al límit de les seves terres, que un d'ells té una germana de la qual l'altre es beneficia de molt especial manera, que l'alcalde és fill d'un home que va fer fortuna amb l'estraperlo i que, al final, llur protesta fa que tots es tornin contra ells per ser els únics decents ficats en aquest assumpte, hi ha tot per obtenir una història burlesca, plena d'humor i crítica social.

## Repartiment
- Andrés Pajares: Floro / Fabián / Abuelo Belloto
- Fernando Esteso: Agapito / Anacleto / Abuelo Mondongo
- Antonio Ozores: Jeque Muley
- Sara Mora: Cecilia
- Ricardo Merino: Alcalde / Estraperlista 1
- Florinda Chico: Martirio
- Ajita Wilson: Carla
- Paco Camoiras: Nemesio / Estraperlista 2